# Rakkestad (gemeente)
Rakkestad is een gemeente in de Noorse provincie Østfold met de gelijknamige hoofdplaats Rakkestad.
De gemeente telde 8.173 inwoners in januari 2017.
Het wapen van de gemeente werd toegewezen op 11 juli 1975. Het bestaat uit vijf klavervormige afbeeldingen in geel en groen. De twee onderste gele klavers symboliseren de bosbouw en de landbouw, wat de belangrijkste bron van imkomsten is. De drie bovenste groene klavers staan symbool voor de nieuwere industrieën, voor handel en voor de ambachten. Daarnaast verwijzen ze ook naar de drie parochies in de gemeente: Rakkestad, Degernes en Os.

## Plaatsen in de gemeente
- Rakkestad (plaats)
- Degernes

## Aangrenzende gemeenten
| Aangrenzende gemeenten | Aangrenzende gemeenten | Aangrenzende gemeenten | Aangrenzende gemeenten | Aangrenzende gemeenten |
| ---------------------- | ---------------------- | ---------------------- | ---------------------- | ---------------------- |
| Skiptvet               |                        | Eidsberg               |                        | Marker                 |
|                        |                        |                        |                        |                        |
|                        |                        |                        |                        |                        |
|                        |                        |                        |                        |                        |
| Sarpsborg              |                        | Halden                 |                        | Aremark                |

Aremark · Fredrikstad · Halden · Hvaler · Indre Østfold · Marker · Moss · Råde · Rakkestad · Sarpsborg · Skiptvet · Våler

Voormalige gemeentes: Askim · Eidsberg · Hobøl · Rømskog · Rygge · Spydeberg · Trøgstad